# Гордієнко Тетяна Богданівна
Гордієнко Тетяна Богданівна (22 травня 1971, м. Чортків, Тернопільська область) — український науковець і освітянин, доктор технічних наук (2016), професор (2019).

## Життєпис
Гордієнко Тетяна Богданівна народилась 22 травня 1971 у Тернопільській області.
У 1994 р. закінчила Київський державний університет харчових технологій (Національний університет харчових технологій).
У 1999—2003 рр. працювала у Департаменті гідрометеорологічної служби і моніторингу Міністерства екології та природних ресурсів України.
У 2003—2004 рр. працювала в Українському науково-дослідному інституті стандартизації, сертифікації та інформатики (УкрНДІССІ) Держстандарту України. У 2004—2013 рр. працювала науковим співробітником, начальником сектора, начальником відділу, заступником директора Науково-дослідного інституту стандартизації Державного підприємства Український науково-дослідний і навчальний центр проблем стандартизації (ДП «УкрНДНЦ») Міністерства економіки України.
У 2015—2021 рр. працювала завідувачем кафедрою в Одеській державній академії технічного регулювання та якості (ОДАТРЯ).
У 2021-2023 р. працювала завідувачем кафедрою в Державному університеті телекомунікацій (ДУТ), м. Київ 
З 2023 р. працює заступником директора Науково-технічного інституту національної метрологічної служби України в Державному підприємстві «Всеукраїнський державний науково-виробничий центр стандартизації, метрології, сертифікації та захисту прав споживачів» (Державне підприємство  «УКРМЕТРТЕСТСТАНДАРТ»), м. Київ 

## Наукова і професійна діяльність
У 2007 р. захистила дисертацію кандидата технічних наук за спеціальністю «Стандартизація та сертифікація» (Національний університет «Львівська політехніка»).
У 2010 р. присвоєнє вчене звання старший науковий співробітник за спеціальністю «Стандартизація та сертифікація», а у 2014 р. — доцент кафедри якості та безпеки життя людини.
У 2015 р. захистила дисертацію доктора технічних наук за спеціальністю «Стандартизація, сертифікація та метрологічне забезпечення» у Одеській державній академії технічного регулювання та якості (ОДАТРЯ), а у 2019 р. Міністерством освіти і науки України присвоєно вчене звання професора кафедри стандартизації, оцінки відповідності та освітніх вимірювань.
Розробила науково-обґрунтовані принципи моделювання і методологію дослідження підсистеми ТК як базової підсистеми складної системи стандартизації, моделі ефективного функціонування систем стандартизації національного рівня, науково-методичні засади групового експертного оцінювання діяльності ТК тощо.
У 1999—2004 рр. пройшла спеціальне навчання з питань екології в рамках Американського агентства міжнародного розвитку (USAID), Канадського агентства міжнародного розвитку (CIDA), Рамкової конвенції ООН про зміну клімату (РКЗК ООН). У 2004 році пройшла базовий курс Рамкової конвенції ООН про зміну клімату (РКЗК ООН) щодо огляду інвентаризацій парникових газів, м. Бонн, Німеччина.
У 2008 р. пройшла стажування у національних органах стандартизації країн ЄС: Німецькому інституті стандартів (DIN), м. Берлін, Німеччина і Французькій асоціації зі стандартизації (AFNOR), м. Париж, Франція.
У 2011—2015 рр. мала досвід участі у засіданнях Генеральної асамблеї Європейського комітету зі стандартизації/Європейського комітету з електротехнічної стандартизації(CEN/CENELEC), Проекту Східного партнерства.
У 2017 р. пройшла науково-навчальне стажування в Ясському технічному університеті імені Георге Асакі, Румунія.
У 2019—2023 рр. була членом галузевої експертної ради Національного агентства із забезпечення якості вищої освіти з галузі знань 15 «Автоматизація та приладобудування» за спеціальністю 152 «Метрологія та інформаційно-вимірювальна техніка».
Входить до складу спеціалізованої вченої ради ОДАТРЯ із захисту дисертацій за спеціальністю «Стандартизація, сертифікація та метрологічне забезпечення», редколегії журналу «Збірник наукових праць ОДАТРЯ».
Автор (співавтор) понад 350 наукових праць (2023), понад 45 підручників, навчальних посібників, монографій з питань стандартизації, технічного регулювання та екології. 52 її наукові роботи входять до наукометричної бази Scopus, 26 — Web of Science.
Понад 100 її робіт (2023) надруковано у провідних наукових виданнях (США, Велика Британія, Франція, Німеччина, Італія, Іспанія, Бразилія тощо).

## Почесні нагороди
Нагороджена Почесною грамотою Кабінету Міністрів України (2020), нагрудним знаком Держспоживстандарту України «За заслуги» (2010). Біографія Т. Б. Гордієнко представлена у виданні «Науковці України еліта держави» видавництва «Логос Україна».

## Вибрані праці
- (англ.)Gordiyenko T., Velychko O., Salceanu A. The Group Expert Evaluation in Electrical Engineering Education // Proceedings of the 2018 Intern. Conf. and Exposition on Electrical and Power Engineering (EPE 2018). — Iasi, Romania, 2018 (October 18–19, 2018). — 6 p.
- (англ.)Gordiyenko T., Velychko O., Salceanu A. The Expert's Competence Evaluation in Electrical Engineering Education // Proceedings of the 2018 Intern. Conf. and Exposition on Electrical and Power Engineering (EPE 2018). — Iasi, Romania, 2018 (October 18–19, 2018). — 6 p.
- (англ.)Gordiyenko T., Gaber A. Occupational education of specialists in field of metrology and instrumentations in Ukraine // Proceedings of the XXI IMEKO World Congress «Measurement in Research and Industry». August 30 — September 4, 2015, Prague, Czech Republic. — 6 p.  [Архівовано 24 червня 2021 у Wayback Machine.]
- (англ.)Gordiyenko T., Velychko O. Joint scopes activity of IMEKO and international metrological organizations technical committees // XIX IMEKO World Congress. Fundamental and Applied Metrology. — Lisbon, Portugal. — 2009 (September 6–11).– P. 1142—1147.  [Архівовано 12 серпня 2017 у Wayback Machine.].
- (англ.)Gordiyenko T., Velychko O. Joint scopes activity of IMEKO and international organizations of standardization technical committees in field of metrology // XIX IMEKO World Congress. Fundamental and Applied Metrology. — Lisbon, Portugal. — 2009 (September 6–11). — P. 1094—1098.  [Архівовано 12 серпня 2017 у Wayback Machine.].
- (англ.)Gordiyenko T., Velychko O. Peculiarities of Using Uncertainty in Environmental Guides // Intern. Workshop on Advanced Methods for Uncertainty Estimation in Measurement (AMUEM 2006). — Sardagna, Trento, Italy. — 2006 (20–21 April). — Р. 52–56.
- Гордієнко Т. Б. Стан і перспективи удосконалення вищої та післядипломної освіти у галузі метрології та приладобудування в Україні / Т. Б. Гордієнко, А. А. Габер // Метрологія та прилади. — 2015. — № 1. — С. 62-68. .
- Гордієнко Т. Б. Оцінювання діяльності технічних комітетів стандартизації із застосуванням узагальненого критерію / Т. Б. Гордієнко // Збірник наукових праць Одеської державної академії технічного регулювання та якості. — 2015. — Вип. 1. — С. 140—144. .
- Гордієнко Т. Б. Діяльність українських технічних комітетів стандартизації металургійної та гірничорудної промисловостіті / Т. Б. Гордієнко // Металлургическая и горнорудная промышленность. — 2014. — № 4. — С. 105—111. .